# Evropská federace asociací studentů psychologie
Evropská federace asociací studentů psychologie (EFPSA) je nezisková nevládní studentská organizace skládající se asociací studentů psychologie ze všech částí Evropy. Aktuálně se EFPSA skládá z 36 členských organizací a 3 organizací pozorovatelských, každá z nich reprezentována svým zástupcem, kteří dohromady tvoří zákonodárný orgán federace.
Výkon aktivit federace je realizována prací zástupců členských organizací (Member Representatives - MRs), výkonné rady (Executive Board - EB) a správní rady (Board of Management - BM). EFPSA poskytuje studentům psychologie služby a aktivity, které jim přináší rozmanité příležitosti pro jejich osobní i vědecký rozvoj. Dodatečně má EFPSA také snahu pozitivně ovlivnit společnost pomocí různorodých kampaní , přičemž reprezentuje zájmy a potřeby studentů psychologie na Evropské úrovni.

## Poslání, vize a hodnoty

### Poslání
Poslání EFPSA je propojit studenty psychologie na Evropské úrovni k obohacení svého chápání a aplikace psychologie a podpořit rozvoj dovedností, aby mohli přispívat zlepšení oboru; mít pozitivní dopad na společnost a na její percepci psychologie; podpořit vědecký a sociální interakci a kulturní výměnu mezi studenty psychologie, akademiky a profesionály.
Toto je implementováno neustálým rozvojem služeb, událostí a kvality interakcí mezi evropskými studenty psychologie a jejich národními, regionálními a místními asociacemi a utvářením podpůrného prostředí pro psychologii jako profesní a vědecký obor v Evropě.

### Vize
Vize EFPSA je mít psychologicky uvědomělou společnost kde nepochopení, které psychologii provází se bude snižovat aby se mohl zlepšovat obecný blahobyt lidí; poskytovat služby a události, které budou přizpůsobeny rozšiřující se oblasti potřeb studentů psychologie k profesnímu seberozvoji a dosáhnout vzájemného propojení skrz celou Evropu.

### Hodnoty
Sdružení: V rámci organizace být propojeni jak vnitřně, tak zevně, v rámci pracovní komunity EFPSA a s organizacemi, které sdílí podobné poslání a hodnoty.
Jasnost: Mít ucelený, koherentní a konzistentní přístup ke všem aspektům našich činností.
Diverzita: Přijímat rozdíly, respektovat je a vítat jejich cenné příspěvky.
Statečnost: Mít odvahu při nepřízni a nepředvídatelných okolnostech.

## Historie
EFPSA byla založena v dubnu 1987 na University of Lisbon v Portugalsku, kde evropští studenti psychologie byli pozváni k schůzi. Následně studenti z 8 evropských zemí založili Evropskou federaci asociací studentů psychologie.
Základní osnovy této federace byly přetvořeny v formální stanovy během druhého setkání v belgickém Lutychu v dubnu 1988. Současně EFPSA započala svůj první projekt, EUROPSYCHO, databázi informací o vzdělání a výměnách. V lednu 1989 byla EFPSA registrována jako mezinárodní asociace podle belgického práva.
Během třetí generální schůzi, která se konala v dubnu 1989 v Lund ve Švédsku, federace zavedla svoji počáteční strukturu a později tohoto roku se konala první schůze výkonné rady (EB).
V červenci 1991 EFPSA započala spolupráci s Evropskou federací asociací psychologů (EFPA) v Amsterdamu v Nizozemí. Roku 2001 se pak EFPSA stala oficiálním přidruženým členem EFPA.
Po účasti EFPSA v první Evropské studentské konferenci, která sdružila přibližně 500 studentů z různých disciplín, ve městě Liege (Belgie) v roce 1990, navázala mnoho nových kontaktů, zejména se zeměmi východní Evropy. Na pátém valném shromáždění v roce 1991 v Ženevě (Švýcarsko) EFPSA rozrostla na celkem 11 členských zemí, přičemž přivítala první delegaci z východní Evropy. V tomto roce byl vznesen nápad stálých pracovních skupin (tzv."task forces") k umožnění efektivnější práce na projektech jako např. EUROPSYCHO, ERASMUS atd. Během let vedoucích k novému miléniu, bylo organizováno více událostí typu letní školy, semináře a samozřejmě Kongres, pod dozorem EFPSA.
V roce 2006 vyvinula svůj vizuální firemní styl a od té doby je jejím poznávacím znakem logo a oranžová barva.

## Struktura EFPSA
Struktura EFPSA byla vytvořena na třetím Valném shromáždění v dubnu 1989 v Lund (Švédsko). V této době členové Výkonné rady pokrývali funkce, které nyní vykonávají zástupci členských organizací (MR). Neexistovaly pozice ve Správní radě, pouze prezident. Od té doby se EFPSA rozrostla a musela implementovat významné strukturální změny, čímž se vytvořila nová forma Výkonné rady. V roce 2003 byl představen koncept národních zástupců (dnes známých jako Member Representatives). Tito zástupci tvořili nový rozhodovací orgán z každé asociace, která byla členem EFPSA. Kromě toho se založila Správní rada jakožto samostatný orgán spadající pod Výkonnou radu z důvodu potřeby vedení strategických rozhodnutí a monitorování efektivnosti celé organizace.

## Události
EFPSA v současné době organizuje 11 každoročních událostí a jednu událost, která probíhá každý druhý rok. Kongres, Evropská letní škola (European Summer School - ESS), EFPSA akademie, Letní trenérská škola (Train the Trainers - TtT), Vzdělávání pokročilých trenérů (Train Advanced Trainers - TAT), Setkání trenérů (Trainers' Meeting - TRAM), Konference trenérů (Trainers' Conference - TRaC), Den EFPSA (EFPSA Day), Setkání Výkonné rady a Zástupců členských organizací (EB&MR Meeting) a Setkání Správní rady (BM Meeting) probíhají pravidelně každý rok, zatímco Konference EFPSA (Conference) probíhá každý druhý rok.

### Každoroční kongres EFPSA
Každoroční kongres EFPSA je týden dlouhá událost, která shromažďuje přes 350 studentů psychologie, akademiků a výzkumných badatelů z celé Evropy. Kongres, který typicky probíhá v období mezi dubnem a květnem, je tvořen jednak diverzním vědeckým programem, který se každý rok týká specifického tématu s příspěvky od studentů, výzkumných badatelů a zkušených akademiků, a také sociálním programem, který poskytuje účastníkům příležitost pro kulturní a sociální výměny. Tudíž je EFPSA kongres unikátní příležitostí pro studenty psychologie k rozšíření svých vědeckých a osobních obzorů.
Kromě toho je kongres velice důležitou událostí pro federaci samotnou, protože tato událost představuje začátek nového mandátu pro zástupce členských zemí a výkonnou radu. Výkonná rada a Správní rada jsou vybírány na kongresu, po čemž okamžitě převezmou své povinnosti a začínají rozvíjet svoje projekty během týdne stráveném na kongresu.
Každý rok se mění hostitelská země kongresu EFPSA. Do dnešního dne proběhlo 32 kongresů, které byly organizovány v 25 různých zemích. 33. kongres EFPSA se bude konat v roce 2019 v Dánsku.

#### Historie kongresů EFPSA
| 1987 Lisbon, Portugal           | 1997 Jurmala, Latvia                 | 2007 Turku, Finland                | 2017 Gakh, Azerbaijan         |
| 1988 Liege, Belgium             | 1998 Skofja Loka, Slovenia           | 2008 Tuščiaulių village, Lithuania | 2018 Cirkewwa, Malta          |
| 1989 Lund, Sweden               | 1999 Troia, Portugal                 | 2009 Alteiningen, Germany          | 2019 Dublin, Ireland (online) |
| 1990 Lyon, France               | 2000 Jäneda, Estonia                 | 2010 Barloo, The Netherlands       |                               |
| 1991 Geneva, Switzerland        | 2001 Budapest, Hungary               | 2011 Borowice, Poland              |                               |
| 1992 Bergen, Norway             | 2002 Avanos, Turkey                  | 2012 Lolland, Denmark              |                               |
| 1993 Amsterdam, The Netherlands | 2003 Porto, Portugal                 | 2013 Izmir, Turkey                 |                               |
| 1994 Lancaster, UK              | 2004 Kopaonik, Serbia & Montenegro   | 2014 Baile Felix, Romania          |                               |
| 1995 Pula, Croatia              | 2005 Madrid, Spain                   | 2015 Srní, Czech Republic          |                               |
| 1996 Jyväskylä, Finland         | 2006 Spindleruv Mlyn, Czech Republic | 2016 Vimeiro, Portugal             |                               |

### Evropská letní škola
První Evropská letní škola (ESS) se konala roku 2007 ve městě Leie v Estonsku  s tématem "Interkulturní psychologie", po které následovaly další Evropské letní školy, které pokrývají různá témata, každým následujícím rokem. Během této sedmidenní události se studenti zapojují do programu interkulturního výzkumu, kde mají možnost se zapojit do jedné z šesti výzkumných projektů pod vedením doktoranda v plánování a realizaci 12měsíční studie. Krom toho, je program obohacen různými přednáškami odborníků z relevantních oblastí psychologie. Každá rok se všechny přednášky a výzkumy zaměřují na téma, které je vybíráno tak, aby reflektovalo oblast současné psychologie. Od roku 2011, všichni účastníci ESS, kteří dokončili vzdělávací program a zavázali se k výzkumnému projektu byli pozváni, aby se přidali k projektu Junior Researcher Programme, který rozšířil Evropskou letní školu z jednotýdenní události na pln strukturovaný 12-měsiční výzkumný program.

### Den EFPSA
Den EFPSA je propagační akce, která se uskutečňuje skrz celou Evropu na začátku prosince. První den EFPSA se uskutečnil v roce 2010. Záměrem této jednodenní akce je šíření vědomí o EFPSA přes celou Evropu. Prezentace, workshopy a další aktivity spojené s EFPSA se také konají ve stejný den za účelem obeznámit s EFPSA co nejvíce studentů.

### Vzdělávání trenérů
V roce 2010 se v Rakousku uskutečnila první letní škola Train the Trainers. Letní škola Train the Trainers (TtT) je každoroční sedmidenní událost, na které probíhá sebezkušenostní a neformální výuka, jejímž cílem je poskytnout svým 12 účastníkům poznatky a poradenství ohledně široké oblasti schopností a znalostí o poskytování školení (training) a informací. Po splnění stanovených požadavků mohou být absolventi TtT pozváni k připojení se k sdružení trenérů EFPSA - podpůrné prostředí pro následné rozvíjení školících schopností a zkušeností.

### Vzdělávání pokročilých trenérů
Vzdělávání pokročilých trenérů (TAT) EFPSA je osmidenní událost, která se koná v březnu. Je to jediná akce EFPSA, která je otevřená i pro studenty a externisty mimo oblast psychologie. TAT je určená pro 25 zkušených školitelů z různých nevládních neziskových organizací a nabízí jim příležitost k dalšímu rozvoji tréninkových schopností v rámci konkrétního tématu.

### Akademie EFPSA
Akademie EFPSA je shromáždění dobrovolníků evropských mládežnických nevládních organizací, které jim umožňují profesionálně se rozvíjet, vytvářet sítě, zvyšovat jejich motivaci a vyměňovat si zkušenosti, přičemž jim poskytují různé dovednosti a znalosti týkající se zvoleného hlavního tématu. Trvá tři dny, udává se ve městě, které je rychle a snadno dostupné z mnoha míst. Během akademie absolvují účastníci kvalitní tréninkové kurzy, mají možnost účastnit se seminářů odborníků na toto téma a mohou praktikovat své dovednosti v praktických příkladech a skutečných výzvách.

### Setkání trenérů
Setkání trenérů EFPSA (obvykle zkrácená jako TRAM) je tří- až čtyřdenní nízkorozpočtová akce zaměřená na vzdělávání trenérů organizované trenéry EFPSA. Cílem společnosti TRAM je, aby se nevládní organizace / trenéři mládeže spojily, sdíleli znalosti a zkušenosti a rozvíjeli své dovednosti. Událost se soustřeďuje na hlavní téma týkající se školení, kterou poskytuje odborný trenér. Účastníci jsou školitelé z různých organizací a navzájem se připravují na témata související s hlavním tématem akce.

### Konference trenérů
Konference trenérů EFPSA (Tracy) je akce, která má za úkol shromáždit trenéry EFPSA s cílem diskutovat o několika tématech týkajících se tréninkového světa v rámci EFPSA a obecně. Počet účastníků, trvání a čas události je flexibilní a může změnit každý mandát. Obvykle je otevřený den tréninku, ve kterém mají účastníci Trace možnost poskytovat školení na nejbližší univerzitě.

### Společné setkání výkonné rady a zástupců
Každý podzim se koná setkání představitelů výkonné rady a zástupců členských států (Společné zasedání EB & MR), kterého se účastní jednotlivci, kteří jsou aktivními členy pracovní komunity EFPSA. Toto setkání je jedinečnou příležitostí, kdy EFPSA vyčleňuje online komunikaci, protože se shromažďuje na týden interních setkání s intenzivní práci. Společné setkání EB & MR probíhá v polovině mandátu a je pro EFPSA důležité. Umožňuje všem aktivním studentům EFPSA shromáždit se, aby diskutovali o svém mandátu a zabývali se diskusí s jinými týmy o budoucím směřování federace.

### Konference EFPSA
Konference EFPSA se poprvé konala v roce 2013 v Amsterdamu, v Holandsku. Je to akce, která probíhá každý druhý rok a klade důraz na vědecký program. Spojuje okolo 150 studentů z celé Evropy na čtyři dny přednášek, workshopů a studentských prezentací. Během konference je otevřený den, který sestává z přibližně 30 studentů z hostitelské země / regionu, kteří se zúčastní konference na jeden den, aby měli příležitost učit se, zúčastnit se přednášek a spolupracovat s účastníky.

### Setkání správní rady I a II
Setkání správní rady je klíčovou složkou z hlediska administrativy a pracovních postupů EFPSA. Cílem je zhodnotit práci federace, rozvíjet myšlenky s cílem usnadnit tuto práci a přispět ke zlepšení a udržitelnosti EFPSA. Místo akce se každoročně rozhoduje ve správní radě. Pracovní program zahrnuje analýzu federace, plenární zasedání EFPSA, její misi, vizi, hodnoty, události a služby, projektovou práci a diskusní setkání.

## Služby
EFPSA poskytuje studentům také různé služby na rozvoj dovedností v oblasti výzkumu a odborné přípravy a na usnadnění procesu cestování a studia v zahraničí. Mezi služby EFPSA patří:
- Journal of European Psychology Students / Žurnál evropských studentů psychologie
- Junior Research Programme / Výzkumný program pro mladé
- Study & Travel Abroad / Studium a cestování v zahraničí
- Training Office / Školení
- Social Impact Initiative / Iniciative sociálního dopadu

### Žurnál evropských studentů psychologie
Žurnál evropských studentů psychologie (JEPS) je dvojitě zaslepený akademický časopis s otevřeným přístupem pro všechny studenty, který zahrnuje všechny aspekty psychologie publikované organizacemi EFPSA  a Ubiquity Press od roku 2009.  JEPS přináší právoplatnou příležitost pro studenty psychologie, aby zhodnotili svou práci nebo výzkum s mezinárodním zaměřením. Příspěvky musí být založené na výzkumu vedeném bakalářskými nebo magisterskými studenty, kteří mohou být i mimo Evropu. Autoři vybraných příspěvků dostanou profesionální zpětnou vazbu a pomoc při přípravě vědecké publikace.  Články jsou vybrány pouze na základě kvality výzkumu, bez ohledu na vnímaný význam a originalitu konkrétního článku.  Články jsou indexovány v EBSCOhost.  Od roku 2016 JEPS vyzývá studenty, aby předložily registrované zprávy.  Tým JEPS také provozuje blog, Bulletin JEPS, který od listopadu 2010 vydává publikace o celé řadě otázek týkajících se studentů psychologie všech úrovní a různých oblastí zájmu.

### Studium a cestování v zahraničí
Studium v zahraničí považuje za svůj zrod počátek 90. let, kdy začal projekt pod názvem "Jak studovat v zahraničí" a později jako "Studium a práce v zahraničí" (SWA). Od roku 2005 se služba zaměřila na studium v zahraničí (SA) a lze ji nalézt na hlavní webové stránce, kde najdete informace, rady a zkušenosti. Od roku 2015 jsou služby TravelNetwork a studium v zahraničí sloučeny do služby Study & TravelAbroad, která pokračuje ve stejných vizích, misích a hodnotách jako předchůdci. V roce 2016 se do týmu zapojil člen zodpovědný za studentské výměny, čímž se členským organizacím otevřela příležitost získat podporu od organizace EFPSA při organizování mezinárodních výměn s dalšími sdruženími studentů psychologie a studenty z jiných oborů zdravotnictví. Pracovní skupina pro stáže byla spuštěna v mandátu 2015-2016 a prodloužená na mandát 2016-2017 s cílem vybudovat strategii, která bude směřovat k rozvoji stážové platformy pro EFPSA. Tým stanovil několik cílů pro pracovní skupinu Internship. Cílem bylo nastínit možnosti stáží, které studenti hledají, vytvořit databázi s kontakty s možnými partnerstvími, které by mohly poskytnout příležitosti na stáž, vytvořit prvotní kontakt se shromážděnými kontakty s cílem vytvořit tato partnerství a vybudovat pevný základ pro následující mandát. Práce byla předána členovi odpovědnému za stáže v rámci služby Studium a cestování v zahraničí po schválení pozice během Valného shromáždění konaného 31. výročí kongresu EFPSA v Gakh v Ázerbájdžánu v roce 2017. První možností stáže byla pro studenty psychologie v srpnu 2017.
Příprava na studium v zahraničí může být někdy obtížná, ale EFPSA studium a cestování do zahraničí nabízí užitečné pokyny a informace o všech městech a univerzitách členských států / regionů EFPSA s možností studia psychologie. Kromě jiných informací naleznete i informace o systému vysokoškolského vzdělávání každé země, výdaje na studium a životní náklady. Kromě toho je k dispozici couch-surfingová síť, která poskytuje i rady týkající se cestování do zemí / regionů, které jsou hostiteli událostí EFPSA. Když studenti nabízejí místo na spaní ve vaší domácnosti, všichni studenti v Evropě vás přivítají, abyste s nimi zůstali a objevovaly jejich města. Je to příležitost prožívat různé kultury, jazyky a potraviny speciálním a cenově dostupným způsobem.

### Školení
Training Office byl představen v rámci federace v roce 2010 s první letní školou Train theTrainers konané v Rakousku v srpnu 2010. Na kongresu v roce 2011 se tato první generace trenérů už věnovala zasedáním členským představitelům a výkonné radě. Vzdělávací úřad řídí program školení v rámci EFPSA. Konkrétně dohlížejí na programy vzdělávacích akcí, které organizuje EFPSA, a to na letní školu TraintheTrainers (TTT) a školení pro pokročilé trenéry (TAT); podporovat rozvoj skupiny trenérů v sdruženích školitele EFPSA, zastupovat EFPSA na externích tréninkových akcích a připravovat, navrhovat školení pro interní setkání EFPSA, jako jsou týmové setkání, školení vedoucích pracovníků a jiné.

### Iniciativa sociální dopadu
Tým iniciativy sociálního dopadu pracuje na čtyřech hlavních projektech v rámci federace: Kampaň Mind the Mind - bojovat proti stigmatizaci duševních poruch (MTM), kampaň Better Together (BT) a Organizované láskyplné aktivity (OAK) kampaně. V rámci kampaně MTM členové týmu organizují celoevropskou sérii seminářů zaměřených jak na studenty ve věku 11-18 let, tak i na dospělé s cílem zvýšit povědomí o tématech stigmatu duševních poruch a duševním zdraví. Kampaň na podzim 2018 vstupuje do páté vlny. První čtyři vlny byly poznamenány výrazným nárůstem počtu dobrovolníků a zemí, přičemž v čtvrté vlně kampaně se zúčastnilo přes 1150 dobrovolníků z 20 evropských zemí. Kampaň BT je zaměřena na posílení postavení mládeže a inkluzivní společností prostřednictvím řady 5 seminářů zaměřených na zvýšení jejich znalostí o diskriminaci a jejích nevýhod. Členové týmu umožňují realizaci workshopů. Kampaň získala grant od Evropské mládežnické nadace a druhá vlna vstoupí na podzim roku 2018. Kampaň OAK má za cíl motivovat lidi, aby udělali "náhodné laskavosti" (např. koupi kávy pro cizího člověka), což by pomohlo vyvíjet zvyk milého chování. Aplikace pro smartphony, jejímž prostřednictvím bude kampaň uskutečněna, se očekává počátkem roku 2019.

## Členské organizace
Organizace ze všech zemí uznané Evropskou radou se mohou stát členy EFPSA. Organizace ze zemí / regionů, které nejsou uznány Evropskou radou, mohou být brány v úvahu jako regionální členové. Od dubna 2018 má EFPSA 33 členských organizací a dvě pozorovatelské organizace.

### Členské organizace
| Country/Region     | Organisation                                                                       |
| ------------------ | ---------------------------------------------------------------------------------- |
| Austria            | PLAST                                                                              |
| Azerbaijan         | Young Psychologists Public Union                                                   |
| Leuven, Belgium    | Psychologische Kring                                                               |
| Bosnia&Herzegovina | SINAPSA - Association of Psychology Students                                       |
| Bulgaria           | AYPB - Association of Young Psychologists in Bulgaria                              |
| Croatia            | Psihomnia                                                                          |
| Cyprus             | CYPSA - Cyprus Psychologists' Association                                          |
| Czech Republic     | ČASP - Czech Association of Students of Psychology                                 |
| Denmark            | DPS - Danish Psychology Students' Association                                      |
| Estonia            | EPSÜ - Estonian Association of Psychology Students                                 |
| Finland            | SPOL - Finnish Psychology Students' Association                                    |
| Germany            | BDP - Association of German Professional Psychologists                             |
| Greece             | GPSA - Greek Psychology Students' Association                                      |
| Hungary            | MPT - Hungarian Psychological Association                                          |
| Ireland            | PSI SAG - PSI Student Affairs Group                                                |
| Kosovo             | KOAPS - Kosovar Association of Psychology Students                                 |
| Lithuania          | LiPSA – Lithuanian Psychology Students Association                                 |
| Luxembourg         | ALEP                                                                               |
| Malta              | Betapsi - Psychology Students’ Association                                         |
| Netherlands        | SPS NIP- Dutch National Psychology Students’ Association                           |
| Norway             | NPF - Norwegian Psychological Association                                          |
| Poland             | PSSIAP - Polish Association of Psychology Students and Graduates                   |
| Portugal           | ANEP                                                                               |
| Romania            | Cognosis - Federation of Psychology and Educational Sciences Student's Association |
| Serbia             | STIMULUS                                                                           |
| Slovakia           | SAŠAP - Slovak Association of Psychology Students and Absolvents                   |
| Slovenia           | DŠPS - Psychology Student's Association of Slovenia                                |
| Spain              | CEP - PIE                                                                          |
| Sweden             | SP                                                                                 |
| Switzerland        | psyCH - Swiss Psychology Students’ Association                                     |
| Turkey             | TPÖÇG - Turkish Psychology Students Working Group                                  |
| United Kingdom     | BPS - British Psychological Society                                                |

### Observer Organisations
| Country/Region | Organisation                     |
| -------------- | -------------------------------- |
| Montenegro     | Virtus                           |
| Albania        | Psychology Students Club Elbasan |
|                |                                  |